# Superpuchar Luksemburga w piłce siatkowej mężczyzn (2022)
Superpuchar Luksemburga w piłce siatkowej mężczyzn 2022 – trzecia edycja rozgrywek o Superpuchar Luksemburga zorganizowana przez Luksemburski Związek Piłki Siatkowej (Fédération Luxembourgeoise de Volleyball, FLVB). Mecz rozegrany został 24 września 2022 roku w hali sportowej Cents (Hall Omnisports Cents) w mieście Luksemburg. Wzięły w nim udział dwa kluby: mistrz i zdobywca Pucharu Luksemburga w sezonie 2021/2022 – VC Stroossen oraz finalista Pucharu Luksemburga w tym sezonie – Volley Bartreng. Rozgrywki o superpuchar zostały przywrócone po dwuletniej przerwie.
Po raz pierwszy zdobywcą Superpucharu Luksemburga został klub Volley Bartreng.

## Drużyny uczestniczące
| Drużyna         | Osiągnięcia w sezonie 2021/2022            |
| --------------- | ------------------------------------------ |
| VC Stroossen    | mistrzostwo i zdobycie Pucharu Luksemburga |
| Volley Bartreng | finał Pucharu Luksemburga                  |

## Mecz
Sobota, 24 września 2022
20:00 (UTC+02:00) – Hall Omnisports Cents, Luksemburg
Czas trwania meczu: 131 minut
Sędziowie: Carel Zuidberg i Raoul Jungers
| Poz.              | Nr | Zawodnik               | 1 | 2 | 3 | 4 | 5 |
| ----------------- | -- | ---------------------- | - | - | - | - | - |
| P                 | 7  | Boris Milošević        |   |   |   |   |   |
| P                 | 10 | Sina Arab              |   |   |   |   |   |
| R                 | 12 | Gilles Braas           |   |   |   |   |   |
| Ś                 | 14 | Stefan Ilić            |   |   |   |   |   |
| A                 | 15 | Mateja Gajin           |   |   |   |   |   |
| Ś                 | 20 | Pablo Da Rocha Camargo |   |   |   |   |   |
| L                 | 2  | Samuel Marinho Novais  | L | L | L | L | L |
| Zmiany            |    |                        |   |   |   |   |   |
| P                 | 3  | Christian Galoppo      |   |   |   |   |   |
| P                 | 6  | Peter Schmitt          |   |   |   |   |   |
| R                 | 9  | Zoran Šimić            |   |   |   |   |   |
| A                 | 16 | Deividas Raibikis      |   |   |   |   |   |
| L                 | 11 | Tim Laevaert           | L | L | L | L | L |
| Trener            |    |                        |   |   |   |   |   |
| Olivier De Castro |    |                        |   |   |   |   |   |

| Poz.                 | Nr | Zawodnik             | 1 | 2 | 3 | 4 | 5 |
| -------------------- | -- | -------------------- | - | - | - | - | - |
| A                    | 2  | Jaromír Koláčný      |   |   |   |   |   |
| Ś                    | 4  | Luca Distefano       |   |   |   |   |   |
| P                    | 9  | Steve Weber          |   |   |   |   |   |
| R                    | 11 | Konstantin Mitew     |   |   |   |   |   |
| Ś                    | 12 | Petyr Nenkow         |   |   |   |   |   |
| P                    | 20 | Michail Constantinou |   |   |   |   |   |
| L                    | 5  | Maksim Bacovic       | L | L | L | L | L |
| Zmiany               |    |                      |   |   |   |   |   |
| P                    | 10 | Matthias Cloot       |   |   |   |   |   |
| L                    | 1  | Carlandrea Benini    | L | L | L | L | L |
| Nie weszli na boisko |    |                      |   |   |   |   |   |
| P                    | 6  | Quentin Courrioux    |   |   |   |   |   |
| A                    | 14 | Daniel Reynaud       |   |   |   |   |   |
| R                    | 17 | Sébastian Dobré      |   |   |   |   |   |
| R                    | 21 | Yoan Laparre         |   |   |   |   |   |
| Trener               |    |                      |   |   |   |   |   |
| Georgi Sybczew       |    |                      |   |   |   |   |   |

## Wyjściowe ustawienie drużyn
| Milošević Pablo Da Rocha Braas Arab Ilić Gajin Novais Distefano Mitew Constantinou Nenkow Koláčný Weber Bacovic |